# Charrate
Charrate  (in arabo الشراط‎?) è un centro abitato e comune rurale del Marocco situato nella provincia di Benslimane, regione di Casablanca-Settat. Conta una popolazione di 9 754 abitanti (censimento 2014).